# Русанівка (Житомирський район)
Русані́вка — село в Україні, у Радомишльській міській територіальній громаді Житомирського району Житомирської області. Населення становить 280 осіб (2001).

## Історія
У 1923—54 роках — адміністративний центр Русанівської сільської ради Потіївського району.